# Alisotrichia
Alisotrichia är ett släkte av nattsländor. Alisotrichia ingår i familjen smånattsländor.

## Dottertaxa tillAlisotrichia, i alfabetisk ordning[1]
- Alisotrichia aglae
- Alisotrichia alayoana
- Alisotrichia aquaecadentis
- Alisotrichia arcana
- Alisotrichia argentilinea
- Alisotrichia arizonica
- Alisotrichia chihuahua
- Alisotrichia chiquitica
- Alisotrichia chorra
- Alisotrichia cimarrona
- Alisotrichia circinata
- Alisotrichia cornicula
- Alisotrichia cyanolenus
- Alisotrichia euphrosyne
- Alisotrichia flintiana
- Alisotrichia fundorai
- Alisotrichia giampaolina
- Alisotrichia hirudopsis
- Alisotrichia hispaniolina
- Alisotrichia latipalpis
- Alisotrichia lobata
- Alisotrichia orophila
- Alisotrichia schmidi
- Alisotrichia setigera
- Alisotrichia sonora
- Alisotrichia tenuivirga
- Alisotrichia tetraespinosa
- Alisotrichia thalia
- Alisotrichia timouchela
- Alisotrichia tiza
- Alisotrichia ventricosa